# Suntaks församling
Suntaks församling var en församling i Skara stift och i Tidaholms kommun. Församlingen uppgick 2002 i Valstads församling. 

## Administrativ historik
Församlingen har medeltida ursprung.
Församlingen utgjorde till 1300-talet ett eget pastorat för att därefter till 1638 och från 19 mars 1691 till 1998 vara annexförsamling i pastoratet Valstad, Kymbo, Vättak och Suntak som även omfattade Heligestads församling på medeltiden och från 1962 Hångsdala, Skörstorps och Östra Gerums församlingar. Mellan 1638 och 1692 var församlingen annexförsamling i pastoratet Härja, Ettak och Suntak.  Församlingen ingick från 1998 till 2002 i Tidaholms pastorat. Församlingen uppgick 2002 i Valstads församling. 

## Kyrkor
- Suntaks kyrka
- Suntaks gamla kyrka (förvaltas av Riksantikvarieämbetet)